# 梅根·比斯利
梅根·比斯利（英語：Meghan Beesley，1989年11月15日—），英国女子田径运动员，2018年世界室内田径锦标赛女子4×400米接力铜牌得主、2018年欧洲田径锦标赛女子400米栏铜牌得主。